# Serie A (Italia) 2004-05
La Serie A 2004–05 fue la 103.ª edición del campeonato de fútbol de más alto nivel en Italia y la 73.ª desde la creación de la Serie A, además fue la primera en adoptar el formato de 20 equipos desde la temporada 1951/52.
Juventus fue originalmente el campeón pero luego del escándalo de arreglo de partidos conocido como Calciopoli, el título fue anulado y declarado desierto. Parma mantuvo la categoría al ganar el play-off por el 3.º descenso, condenando a Bologna a jugar la Serie B junto con Atalanta y Brescia.

## Clasificación
| Pos. | Equipo         | Pts. | PJ | G  | E  | P  | GF | GC | Dif. | Clasificación o descenso                     |
| ---- | -------------- | ---- | -- | -- | -- | -- | -- | -- | ---- | -------------------------------------------- |
| 1    | Juventus       | 86   | 38 | 26 | 8  | 4  | 67 | 27 | +40  | Fase de grupos de la Liga de Campeones       |
| 2    | Milan          | 79   | 38 | 23 | 10 | 5  | 63 | 28 | +35  | Fase de grupos de la Liga de Campeones       |
| 3    | Inter de Milán | 72   | 38 | 18 | 18 | 2  | 65 | 37 | +28  | Tercera ronda previa de la Liga de Campeones |
| 4    | Udinese        | 62   | 38 | 17 | 11 | 10 | 56 | 40 | +16  | Tercera ronda previa de la Liga de Campeones |
| 5    | Sampdoria      | 61   | 38 | 17 | 10 | 11 | 42 | 29 | +13  | Primera ronda de la Copa de la UEFA          |
| 6    | Palermo        | 53   | 38 | 12 | 17 | 9  | 48 | 44 | +4   | Primera ronda de la Copa de la UEFA          |
| 7    | Messina        | 48   | 38 | 12 | 12 | 14 | 44 | 52 | −8   |                                              |
| 8    | Roma           | 45   | 38 | 11 | 12 | 15 | 55 | 58 | −3   | Primera ronda de la Copa de la UEFA          |
| 9    | Livorno        | 45   | 38 | 11 | 12 | 15 | 49 | 60 | −11  |                                              |
| 10   | Reggina        | 44   | 38 | 10 | 14 | 14 | 36 | 45 | −9   |                                              |
| 11   | Lecce          | 44   | 38 | 10 | 14 | 14 | 66 | 73 | −7   |                                              |
| 12   | Cagliari       | 44   | 38 | 10 | 14 | 14 | 51 | 60 | −9   |                                              |
| 13   | Lazio          | 44   | 38 | 11 | 11 | 16 | 48 | 53 | −5   | Tercera ronda de la Copa Intertoto           |
| 14   | Siena          | 43   | 38 | 9  | 16 | 13 | 44 | 55 | −11  |                                              |
| 15   | Chievo Verona  | 43   | 38 | 11 | 10 | 17 | 32 | 49 | −17  |                                              |
| 16   | Fiorentina     | 42   | 38 | 9  | 15 | 14 | 42 | 50 | −8   |                                              |
| 17   | Parma          | 42   | 38 | 10 | 12 | 16 | 48 | 65 | −17  | Desempate por la permanencia                 |
| 18   | Bologna (D)    | 42   | 38 | 9  | 15 | 14 | 33 | 36 | −3   | Desempate por la permanencia                 |
| 19   | Brescia (D)    | 41   | 38 | 11 | 8  | 19 | 37 | 54 | −17  | Descenso de categoría                        |
| 20   | Atalanta (D)   | 35   | 38 | 8  | 11 | 19 | 34 | 45 | −11  | Descenso de categoría                        |

 Fuente: [cita requerida]
Notas:
1. ↑  Juventus había ganado originalmente el título de liga, pero gracias al escándalo del Calciopoli, el título que obtuvo en la temporada, fue revocado, y el título quedó desierto.
2. ↑  Roma se clasificó para la primera ronda de la Copa de la UEFA como subcampeón de la Coppa Italia 2004-05, ya que el campeón Inter de Milán, se clasificó para la tercera ronda previa de la Liga de Campeones.

|                |
| Campeón        |
| Juventus       |
| Título anulado |

## Desempate por el descenso
| Equipo 1 | Agr. | Equipo 2 | Ida | Vuelta |
| -------- | ---- | -------- | --- | ------ |
| Parma    | 2-1  | Bologna  | 0-1 | 2-0    |

Bologna descendió a la Serie B.

## Resultados
|            | Atalanta | Bologna | Brescia | Cagliari | Chievo | Fiorentina | Inter | Juventus | Lazio | Lecce | Livorno | Messina | Milan | Palermo | Parma | Reggina | Roma | Sampdoria | Siena | Udinese |
| ---------- | -------- | ------- | ------- | -------- | ------ | ---------- | ----- | -------- | ----- | ----- | ------- | ------- | ----- | ------- | ----- | ------- | ---- | --------- | ----- | ------- |
| Atalanta   |          | 2-0     | 0-0     | 2-2      | 3-0    | 1-0        | 2-3   | 1-2      | 1-1   | 2-2   | 1-0     | 2-1     | 1-2   | 1-0     | 1-0   | 0-1     | 0-1  | 0-0       | 1-1   | 0-1     |
| Bologna    | 2-1      |         | 1-2     | 1-0      | 3-1    | 0-0        | 0-1   | 0-1      | 1-2   | 0-0   | 0-0     | 2-2     | 0-2   | 1-1     | 3-1   | 2-0     | 3-1  | 0-0       | 1-1   | 0-1     |
| Brescia    | 1–0      | 1–1     |         | 2–0      | 1–0    | 1–1        | 0–3   | 0–3      | 0–2   | 0–1   | 2–3     | 2–1     | 0–0   | 0–2     | 3–1   | 2–0     | 0–1  | 0–1       | 0–1   | 0–1     |
| Cagliari   | 3–3      | 1–0     | 2–1     |          | 4–2    | 1–0        | 3–3   | 1–1      | 1–1   | 3–1   | 0–0     | 2–1     | 0–1   | 0–0     | 2–1   | 1–1     | 3–0  | 0–0       | 2–0   | 1–1     |
| Chievo     | 1–0      | 1–0     | 3–1     | 1–1      |        | 1–2        | 2–2   | 0–1      | 0–1   | 2–1   | 1–0     | 1–0     | 0–1   | 2–1     | 2–0   | 0–0     | 2–2  | 0–2       | 1–3   | 0–0     |
| Fiorentina | 0–0      | 1–0     | 3–0     | 2–1      | 2–0    |            | 1–1   | 3–3      | 2–3   | 4–0   | 1–1     | 1–1     | 1–2   | 1–2     | 2–1   | 2–1     | 1–2  | 0–2       | 0–0   | 2–2     |
| Inter      | 1–0      | 2–2     | 1–0     | 2–0      | 1–1    | 3–2        |       | 2–2      | 1–1   | 2–1   | 1–0     | 5–0     | 0–1   | 1–1     | 2–2   | 0–0     | 2–0  | 3–2       | 2–0   | 3–1     |
| Juventus   | 2–0      | 2–1     | 2–0     | 4–2      | 3–0    | 1–0        | 0–1   |          | 2–1   | 5–2   | 4–2     | 2–1     | 0–0   | 1–1     | 2–0   | 1–0     | 2–0  | 0–1       | 3–0   | 2–1     |
| Lazio      | 2–1      | 2–1     | 0–0     | 2–3      | 0–1    | 1–1        | 1–1   | 0–1      |       | 3–3   | 3–1     | 2–0     | 1–2   | 1–3     | 2–0   | 1–1     | 3–1  | 1–2       | 1–1   | 0–1     |
| Lecce      | 1–0      | 1–1     | 4–1     | 3–1      | 3–0    | 2–2        | 2–2   | 0–1      | 5–3   |       | 3–2     | 1–0     | 2–2   | 2–0     | 3–3   | 1–1     | 1–1  | 1–4       | 2–2   | 3–4     |
| Livorno    | 1–1      | 1–0     | 2–1     | 3–3      | 1–2    | 2–0        | 0–2   | 2–2      | 1–0   | 1–0   |         | 3–1     | 1–0   | 2–2     | 2–0   | 1–1     | 0–2  | 1–0       | 3–6   | 1–2     |
| Messina    | 1–0      | 0–0     | 2–0     | 2–1      | 0–0    | 1–1        | 2–1   | 0–0      | 1–0   | 1–4   | 1–1     |         | 1–4   | 0–0     | 1–0   | 2–1     | 4–3  | 2–2       | 4–1   | 1–0     |
| Milan      | 3–0      | 0–1     | 1–1     | 1–0      | 1–0    | 6–0        | 0–0   | 0–1      | 2–1   | 5–2   | 2–2     | 1–2     |       | 3–3     | 3–0   | 3–1     | 1–1  | 1–0       | 2–1   | 3–1     |
| Palermo    | 1–0      | 1–0     | 3–3     | 3–0      | 2–2    | 0–0        | 0–2   | 1–0      | 3–3   | 3–2   | 1–2     | 2–1     | 0–0   |         | 1–1   | 1–1     | 2–0  | 2–0       | 1–0   | 2–5     |
| Parma      | 2–2      | 1–2     | 2–1     | 3–2      | 2–2    | 0–0        | 2–2   | 1–1      | 3–1   | 2–1   | 6–4     | 0–0     | 1–2   | 3–3     |       | 1–0     | 2–1  | 1–1       | 0–0   | 1–0     |
| Reggina    | 0–0      | 1–1     | 1–3     | 3–2      | 1–0    | 1–2        | 0–0   | 2–1      | 2–1   | 2–2   | 2–1     | 0–2     | 0–1   | 1–0     | 1–3   |         | 1–0  | 0–1       | 3–3   | 0–0     |
| Roma       | 2–1      | 1–1     | 2–2     | 5–1      | 0–0    | 1–0        | 3–3   | 1–2      | 0–0   | 2–2   | 3–0     | 3–2     | 0–2   | 1–1     | 5–1   | 1–2     |      | 1–1       | 0–2   | 0–3     |
| Sampdoria  | 1–2      | 0–0     | 0–1     | 0–0      | 1–0    | 3–0        | 0–1   | 0–3      | 0–1   | 3–0   | 2–0     | 1–0     | 0–1   | 1–0     | 1–0   | 3–2     | 2–1  |           | 1–1   | 2–0     |
| Siena      | 2–1      | 1–1     | 2–3     | 2–2      | 0–1    | 1–0        | 2–2   | 0–3      | 1–0   | 1–1   | 1–1     | 2–2     | 2–1   | 0–0     | 0–1   | 0–0     | 0–4  | 2–1       |       | 2–3     |
| Udinese    | 2–1      | 0–1     | 1–2     | 2–0      | 3–0    | 2–2        | 1–1   | 0–1      | 3–0   | 2–1   | 1–1     | 1–1     | 1–1   | 1–0     | 4–0   | 0–2     | 3–3  | 1–1       | 1–0   |         |